# Jean Benedetti
Pour les articles homonymes, voir Benedetti.
Jean Baptiste, Antoine, Benedetti, né le 3 juin 1902 à Marseille et mort le 5 mai 1981 à Paris, est un haut fonctionnaire français ayant fait toute sa carrière dans l'administration préfectorale, jusqu'à sa nomination en 1963, comme président des Charbonnages de France. Ses actions de résistance pendant la Seconde Guerre mondiale lui valent d'être déporté. Il est Grand officier de la Légion d'honneur, Grand officier de l'Ordre national du Mérite, et croix de guerre 1939-1945.

## Formation
Né en 1902 à Marseille d'une famille corse, Jean Benedetti est élevé avec son frère René en Algérie. Tous deux après des études de droit à Alger s'inscrivent à l’École libre des Sciences Politiques à Paris dont ils sortent diplômés. Jean, de retour en Algérie, devient le secrétaire parlementaire de Jules et Paul Cuttoli, respectivement député et sénateur radicaux-socialistes d'Algérie.

## Débuts
En 1929, il devient chef de cabinet du Préfet des Pyrénées-Orientales qu'il suit dans les mêmes fonctions à Vannes, puis à Colmar avant de devenir, en 1934, sous-préfet secrétaire général de la préfecture du Cantal. Il y fait alors la connaissance de l'une des étoiles montantes du parti radical, Paul Bastid qu'il suit comme chef de cabinet au ministère du Commerce durant le Front populaire. Nommé en 1937 à Vire, sous-préfecture du Calvados, il y noue une amitié indéfectible avec le docteur Abraham Drucker (père de Michel Drucker) qui le sauve d'une pneumonie pour laquelle il était condamné.

## Seconde Guerre mondiale
Jean Benedetti est confronté à l'arrivée des occupants allemands à Vire. Avec son épouse Odette, il aide dès cette époque à l'évasion de plusieurs prisonniers. Nommé en 1940 à Amiens (secrétaire-général), il se retrouve quelques mois plus tard en avril 1941 sous-préfet de Dunkerque d'où il est déplacé à la demande des Allemands ainsi que l'indique le procès-verbal du Comité de libération du Nord .
Nommé préfet délégué de Montpellier en novembre 1941, il délivre, avec ses adjoints, Camille Ernst, secrétaire général, et Roger Fridrici, chef de bureau du cabinet, plusieurs centaines de certificats d'hébergement qui permettront d'exfiltrer avec le concours de l'OSE de très nombreux enfants des camps d'internement. Il évite également l'arrestation imminente de plusieurs dirigeants du mouvement de résistance Combat.  Nommé en 1944 à Avignon, et à la suite d'une intense campagne de dénonciation menée par les partis collaborationnistes et notamment le rassemblement national populaire de Marcel Déat, il est arrêté le 10 mai 1944 sur ordre du général SS Oberg, pour son appartenance avec dix autres membres du corps préfectoral au réseau Super-NAP (pour super noyautage des administrations publiques). Dans le même temps, son épouse (nom de code Marceau) œuvre au sein du réseau Nestlé-Andromède, puis au BCRA. Elle sera décorée de la Légion d'honneur à titre militaire et de la Croix de guerre avec palme. 
Déporté le 30 juin 1944 en tant que « personnalité-otage » au château d'Eisenberg en Bohême, il reste détenu jusqu'à la libération du camp en avril 1945,.

## Après-guerre
Il est aussitôt nommé en mai 1945 à Dijon préfet de la Côte-d'Or, puis il poursuit sa carrière dans la préfectorale où il est, entre autres, successivement préfet de l'Oise en 1946, préfet d'Ille-et-Vilaine puis Inspecteur général de l’administration en mission extraordinaire (Igame) de la région Bretagne en 1950, puis de celle du Nord en 1955, avant d'accéder à la Préfecture de la Seine en octobre 1958. Il restera cinq années à ce poste, demandant à le quitter en septembre 1963 au décès de sa femme, toujours étroitement liée à sa carrière préfectorale . 
À compter du 1er octobre 1963, il est détaché auprès de Michel Maurice Bokanowski, ministre de l'Industrie dans le second gouvernement de Georges Pompidou, afin de devenir président des Charbonnages de France et membre du Conseil économique et social. À ces postes qu'il occupe six années, il mène, à la demande du général de Gaulle, une double politique. 
D'abord  une politique d'apaisement social, après la grande grève que venaient de connaitre l'ensemble des houillères. La grève générale lancée en janvier 1963 par la CFTC, afin d’attirer l’opinion sur l’avenir incertain des charbonnages, vit la CGT s’emparer de la grève, éliminant la CFTC du mouvement. Ce n’est plus l’avenir du mineur qui est alors mis en avant, mais les salaires. Pour éviter une pénurie de charbon, alors même que l’hiver 1963 est rigoureux, le ministre de l’Industrie Michel Maurice Bokanowski, décida de réquisitionner les mineurs pour les obliger à produire. Le général de Gaulle favorable signa le décret de réquisition. Ainsi à deux mois de grève larvée, succède un mois de grève dure d'abord soutenue par l'opinion. Le premier grand conflit social de la Ve République et le plus important depuis 1948, s’achèvera en avril 1963 non sans laisser des traces et de vives rancœurs chez les mineurs.
Parallèlement et dès 1964 il engage avec le directeur général des Charbonnages de France, Jean-Claude Achille, polytechnicien du corps des mines, la mise au point puis le lancement de la politique de réduction de la production de charbon en France qu'il assume jusqu'en 1969. Son successeur Yvon Morandat la poursuivra.
Jean Benedetti meurt en 1981.